# ホッカイラジャーズ野球少年団
『ホッカイラジャーズ野球少年団』（ホッカイラジャーズやきゅうしょうねんだん）は、日本のテレビアニメ作品。

## 概要
スタジオロッカ制作による、道民向け雑学をネタにした約3分の北海道ローカルFLASHアニメ。
弱小少年野球チーム「ホッカイラジャーズ」が作戦タイム中に野球そっちのけでひたすら北海道に関する雑学を話しまくる。最後にプロ野球選手のAiさんが一言格言を言って去っていく。EDが入るようになってからは、こうまベーカリーのおっさんが一言言って去っていく。

## 登場人物

### ホッカイラジャーズ
弱小少年野球団。ケラ太郎だけ死力を尽くすが他のメンバーはそこそこがんばり、毎回健闘むなしく負けている。
- 土方轟々丸（ひじかた ごうごうまる）

背番号7番、レフト。一応主人公。
- 二階堂くん（にかいどうくん）

背番号4番、セカンド。毒舌家でツッコミ役が多い。象っぽい外見だが本人に自覚は無い。途中で抜けた際代わりに犬が代用されたこともある。
- 佐藤・ダンテ・フィジケラ幸太郎（さとう・ダンテ・フィジケラこうたろう）

背番号1番、ピッチャー。あだ名はケラ太郎。あまり強くは無いがメンバーで唯一真面目に野球をしており、実質主人公ポジション。
- 合田博己（ごうだ ひろみ）

背番号3番、ファースト。ひげが濃い。よく寒いオヤジギャグで突っ込みを入れる。
- 三枝博士（みえだ ひろし）

背番号5番、ショート。キャプテン。「行け行けラジャーズ!」の掛け声は彼がかける。
- 速水銀閣（はやみ ぎんかく）

背番号9番、ライト。速水兄弟の弟。兄に対してしか喋らず、「な、んだと」文章を区切りながらつぶやく。
- 速水金閣（はやみ きんかく）

背番号8番、センター。速水兄弟の兄。いつも銀閣の肩に乗っている。
- 鰻屋源三（うなぎや げんぞう）

背番号2番、キャッチャー。いつも怪我で包帯を巻いている。密かに桃園の事が好き。
- 桃園明日香（ももぞの あすか）

背番号6番、サード。クラス委員。大人っぽい発言が多い。メンバーで一番の巨体。
- 和田寸（わだ すん）

マネージャー。そろそろ時間ですと話題を打ち切る。
- Aiさん（エーアイさん）

最後に一言格言を言って去っていく謎の人物。たまに作戦タイムに加わるが、作戦どころか道民雑学ですらない野球知識を語って去っていく。モデルは北海道日本ハムファイターズの稲葉篤紀で、Aiの略称は稲葉が放送当時展開していた社会貢献プロジェクト『Aiプロジェクト』から取られている。
- 不動仁（ふどう じん）

監督兼コーチ。5話以降たまに作戦タイムに加わる。助言と格言はあまり役に立たない。
こうまベーカリーのおっさんでもあり、EDにておっさんとして一言コメントを言うが「監督ですよね」と突っ込まれるのが慣例となっている。
- まんべくん

第16話にゲスト出演。長万部町のゆるキャラ。邪魔ばかりしていた。
- たら丸

第21話に登場の特別コーチ。岩内町のゆるキャラ。

### キタノドサンピンズ
全戦全勝のおいしい水町最強のライバル少年野球団。ケラ太郎にはちょっとだけ同情している。30話から登場しているが、それ以前から対戦している。
- 権田繁美（ごんだ しげみ）

背番号番、ファースト。キャプテンで金持ちの町長の一人息子。桃園に恋している。
- 桜田みつる（さくらだ みつる）

背番号4番、セカンド。参謀役。
- ニックアイドーさん

背番号6番、ショート。二階堂に似ているが色はピンク。未来人らしい?
- 早乙女翼（さおとめ つばさ）

背番号7番、レフト。ナルシスト。
- 森山柔朗太（もりやま じゅうろうた）

背番号2番、キャッチャー。へんな笑いをする。
- 鈴木ヤスシ（すずき ヤスシ）

背番号5番、サード。オタク系。
- 猿渡吾郎（さるわたり ごろう）

背番号1番、ピッチャー。猿っぽいが豪腕。
- 栗山トシオ（くりやま トシオ）

背番号9番、センター。双子でどちらがトシオでどちらがヨシオかは謎。
- 栗山ヨシオ（くりやま ヨシオ）

背番号8番、センター。双子でどちらがトシオでどちらがヨシオかは謎。
- イカール星人

第40話にゲスト出演。函館市征服のために権田繁美を操った。

## スタッフ
- 監督・キャラクターデザイン・ストーリー原案 - 小笠原大（スタジオロッカ）
- シリーズ構成・背景 - 仙庭宣之（スタジオロッカ）
- アドバイザー - 山廣哲也（リンク）
- 制作協力 - 中川仁史
- 音楽 - 高橋慶（スタジオロッカ）
- ナレーション - 宮嶋総士
- 音響 - 本谷周一（サンタナ）
- アニメーション制作 - スタジオロッカ
- 制作著作 - ホッカイラジャーズ制作委員会

## 主題歌
オープニングテーマ『ファイ!ファイ!ラジャーズ!!』
作詞・作曲 - 高橋慶 / 歌 - 後藤晃 with ROCCAオールスターズ
エンディングテーマ「こうまベーカリーのテーマ」（第26話以降）
作詞・作曲 - 松原レイ / 歌 - ROCCAオールスターズ

## 各話リスト
| 話数   | サブタイトル                      | 道民雑学 |
| ------ | --------------------------------- | --- |
| 第1話  | メイリモヨーカン                  | 特別天然記念物・阿寒湖のマリモ まりも国道 まりも羊羹 太刀光電右エ門 |
| 第2話  | ミョウバンがわるい                | クリオネ 蝶のように舞い、蜂のように刺す エゾバフンウニ ミョウバン 11月1日はお寿司の日 |
| 第3話  | ヤリキレナイ                      | 摩周湖は国土交通省管轄の湖規定では巨大な水溜り 摩周湖の霧の缶詰 摩周湖の観光客は毎年80万人 ヤリキレナイ川 オモシロナイ川 ヒグマ打線（駒大岩見沢高校野球部） 7月7日は川の日 |
| 第4話  | ドサンコ度                        | 折れたバットの一部は箸や靴べらになる 道産子検定 タクランケ=ばかもん イカマイスター検定試験 空を飛ぶイカ（トビイカ） 8月4日は箸の日（橋の日） |
| 第5話  | ハヤシライスはセーフなの?         | クラーク博士はカレーを食べる時以外はお米を禁止した クラーク像の指は（手のひらを開いた状態で）どこを指してもいない タニシ ニシは巻貝の仲間 4月16日はボーイズビーアンビシャスデー・イクノディクタスの誕生日 |
| 第6話  | 相手の顔をジャガイモだと思え      | ジャガイモの種類（男爵薯、メークイン、キタアカリ、さやか、マチルダ、ヤンキーチッパー、インカのめざめ、インカレッド、インカパープル） ジャガイモシストセンチュウ ジャガイモの芽にはポテトグリコアルカロイド（ソラニン）という毒がある ジャガトライモ→ジャガタライモ→ジャガイモ 毎月16日はイモの日                   |
| 第7話  | 噴き出すおいしい水                | あげいも きのこ王国 きのこ汁 ボリボリ 定番ドライブコース（札幌→中山峠→京極町ふきだし公園） 10月15日はきのこの日、たすけあいの日 |
| 第8話  | オタルナイ五段活用                | 金属バットの中には発泡ウレタンが詰まっている 小樽の小学生ははナップランドを背負う 裕次郎ホーム（小樽駅4番ホーム） オタリア おたる水族館 オタルナイ→オタナイ→尾樽内→小足内→舗足内→小樽 3月21日はランドセルの日 |
| 第9話  | 愛されてるのね                    | 札幌時計台（元札幌農学校演武場） 演武場の看板を書いたのは岩倉具視 樋口一葉（5000円札） 新渡戸稲造（旧5000円札） 時計台は日本最古の2×4工法 6月10日は時の記念日・札幌市営地下鉄東西線開業日 |
| 第10話 | ちろっと地名クイズ                | 比布・白人・愛冠・分遣瀬（アイヌ語語源） 12月12日は漢字の日・バッテリーの日 |
| 第11話 | ごみ捨てーしょん                  | 北海道弁（ゴミを投げる・ゴミステーション・おっかない・たくらんけ・はんかくさい） 10月第4金曜日はザンギの日 |
| 第12話 | 逆襲のサクラマス                  | サクラマス（一尾1万円を越える高級魚） ヤマメ 摩周湖の巨大アメマスの言い伝え 支笏湖の巨大アメマスの言い伝え |
| 第12話 | この道をいけば…                   | 抑えの切り札クローザーは別名ファイヤーマン 国道12号線の美唄-滝川間は日本一長い直線道路（約29.2km） 鹿追スーパーストレート（国道274号線の鹿追-上士幌町間の約20km直線道路の通称） ミルクロード（中標津市-開陽台間の北19号線上道路） ナウマン国道（豊似-吉野間の国道336号線、ナウマン象発掘場所の傍） 8月10日は道の日 |
| 第14話 | 私を秘湯に連れてって              | 湯あたりをした時は首筋を冷やすのが効果的 知床の温泉の川（カムイワッカ湯の滝） 屈斜路湖周囲は温泉が出る 6月26日は露天風呂の日・雷記念日 |
| 第15話 | もうカツカツ                      | 勝手丼（釧路の和商市場の海鮮丼） スパカツ（釧路のご当地グルメ） エスカロップ（根室のご当地グルメ、フランス語のエスカロープが語源） 5月5日はトンカツの日・ワカメの日 |
| 第16話 | 恐怖!かに男                       | かにめし 二股ラジウム温泉（長万部の秘湯）・石灰華ドーム（天然記念物） |
| 第17話 | 冬のおたのしみ                    | やっ茶内雪祭り（浜中町）・2007年までジャンボすべり台国際滑走距離競技大会が行われた しばれフェスティバル（陸別町）・人間耐寒テスト さっぽろ雪まつり（第1回は1950年2月18日） 除雪した雪は不純物混入で溶けやすいため雪像に使用できない                                                                                |
| 第18話 | 鳴きたいときに鳴けばいいんだ!     | カラス ハト（キジバト） クマゲラ（天然記念物） シマアオジ（夏鳥） シマフクロウ（天然記念物） |
| 第19話 | 鮭界のエリート                    | バスターとはバントとみせかけ打つ 鮭の嗅覚は犬の1000倍 鮭児（幻の鮭） 鮭のエリート（銀聖・樹煌士・雄宝） 9月15日は石狩鍋記念日 |
| 第20話 | 無限ソフト回廊                    | メロン半分ソフトクリーム（ポプラファーム） ソフトクリーム通り（函館市元町） 溶岩ソフトクリーム（有珠山ロープウェイ売り場で売られていた） シシャモソフト（厚真町浜厚真野原公園） 7月3日はソフトクリームの日 |
| 第21話 | 怪奇!たら男                       | たら丸 岩内町は日本で最初にアスパラガス生産成功、スケトウダラ延縄漁を北海道で最初に始めた 乱気こく チャランケつける たちかま べに子（たら丸の双子の妹） 9月6日は妹の日 |
| 第22話 | 男らしくこう覚えろ!               | お茶碗一杯の米粒は約2400粒 北海道米（ゆきひかり・きらら397・ほしのゆめ・ななつぼし・ふっくりんこ・おぼろづき・ゆめぴりか） 8月8日はお米の日（異説あり） |
| 第23話 | 夏季キャンプ                      | 北海道にはキャンプ場が300ヶ所以上ある アルトリ岬キャンプ場（伊達市） きりたっぷ岬キャンプ場 文化たきつけ（道外ではあまり知られていない） ピットマスター（バーベキューを料理する人） |
| 第24話 | 今夜はジンパ                      | とうきび（とうもろこし） ジンバ（ジンギスカンパーティー） ジンギスカン（チンギス・ハーンが由来の説が有力） ラム（生後1年未満）・マトン（生後1年以上） カルニチン 4月29日はジンギスカンの日（429=羊肉（ヨーニク））                                                                                                 |
| 第25話 | 終わらない夏とポンポン            | ポンポン山（弟子屈町屈斜路湖畔） 地面の下が一部空洞のため蹴るとぽんぽん鳴る アイヌ語のポンポツヌが語源 地面が暖かいため真冬でもコオロギがないているらしい 地下20cmの温度は90℃ある 第2ポンポン山 |
| 第26話 | ちょっとでかすぎ?北海道           | 明治の北海道県（札幌県・函館県・根室県） 北海道庁 昭和22年 に普通地方公共団体として北海道設置 |
| 第27話 | こだわりのマイストーン            | ナイはアイヌ語でゆったりした川 ベツはアイヌ語であばれ川 ナイベツ川 ラッコ（アイヌ語） 1月4日は石の日 |
| 第28話 | 先っちょを決めつけるなかれ        | 宗谷岬（島以外では日本最北） 弁天島（宗谷岬より北の無人島） 白神岬（北海道の最南端・本州最北端の大間崎より南にある） 6月3日は測量の日 北海道の中心は富良野 |
| 第29話 | オンリーワンがナンバーワン        | 北海道で町を「まち」と呼ぶのは森町のみ 北海道で一桁国道は国道5号線のみ JR北海道で駅が地下にあるのは新千歳空港駅のみ 北海道でゾウがいるのは帯広・おびひろ動物園のみ 4月28日は象の日 |
| 第30話 | 本物のシシャモとは!               | エトピリカ シシャモ（アイヌ語） キャペリン（シシャモの代用魚） 11月7日は釧路シシャモの日 |
| 第31話 | 登場!キタノドサンピンズ           | 中空土偶・茅空（北海道で唯一の国宝） 7月7日はギフトの日 |
| 第32話 | 砂糖をまぶしておフレンチ          | フレンチドッグ（道東地方で砂糖を塗したアメリカンドッグ） コンビニの店員が「おにぎりを温めますか?」と応対するのは北海道のみ 1月17日はおむすびの日 |
| 第33話 | 登れ!まぼろしの山                 | 大雪山という山はない（大雪山国立公園） 北海道の三角山は20近い 北海道の円山は10以上 10月3日は登山の日 『白い恋人』のパッケージの絵は利尻山 |
| 第34話 | ドングリをばらまけ                | 北海道の絶滅危惧種は60種以上 イトウ オコジョ イヌワシ エゾシカやヒグマ被害 2004年から数回富山でドングリをばら撒いた（効果の有無は賛否両論） |
| 第35話 | 手に入れろ!不老不死のドリンク     | ガラナ（北海道限定） ソフトカツゲン（北海道限定） カツゲン神社 |
| 第36話 | 世界三大ロマンチック              | 世界三大夜景（函館・ナポリ・香港） 世界三大夕日（釧路（幣舞橋の夕日）・バリ・マニラ） 世界三大波涛（留萌・マドラス・ウィック） 世界三大ビール生産地（札幌・ミュンヘン・ミルウォーキー） 8月10日はハトの日 世界三大珍味（キャビア・フォアグラ・トリュフ）                                                           |
| 第37話 | ロックにいこうぜ!                 | 富良野のラベンダー畑 ローソク岩（余市町潮見町沖） ゴジラ岩（知床・オロンコ岩近く） えびす岩・大黒岩（余市） なべつる岩（奥尻島） |
| 第38話 | サンタがやってくるホゥ!ホゥ!ホゥ! | ママさんダンプ ササラ電車 トナカイ（アイヌ語でトゥナカイ） 広尾町（日本唯一のノルウェー公認サンタランド） 世界の公認サンタクロースは120人 12月25日はスケートの日 |
| 第39話 | あけましてOKラジャー              | 百人一首（下の句かるた。北海道は札が木。変体仮名で書かれているので読みづらいのが特徴） 口取り菓子（北海道特有の文化。青森でも食べられる） おせち料理のタイは「めでたい」から、エビは腰の曲がったお年寄りのように長く生きられるように 1月1日は元旦（元日の朝の事を元旦）                                            |
| 第40話 | イカール星人の恐怖                | イカール星人（函館市PRキャラクター） イカには腕と足がある 五稜郭（設計段階では角は10個） 四稜郭（五稜郭より角が2個足りない） アタリメ |
| 第41話 | ドーム合宿                        | 豊幌はみんぐ町 900草原（きゅうまるまるそうげん、広さが900ヘクタール） 釧路市鳥取地区（鳥取神社、鳥取ドーム） 9月12日は鳥取県民の日 |
| 第42話 | 飛んじゃう町                      | りんごのほっぺ 日本初のりんごの実がなったのは余市町 宇宙飛行士・毛利衛は余市町出身 余市宇宙記念館『スペース童夢』 4月21日は世界宇宙飛行の日 |
| 第43話 | ゆったりいこうぜミルクタウン      | 別海町は生乳生産量日本一 別海ミルクガール 別海ジャンボ牛乳 別海の読みは「べっかい」でも「べつかい」でも可 6月1日は牛乳の日 |
| 第44話 | やき弁を極めろ                    | 北海道限定やきそば弁当 焼そばバゴォーン |
| 第45話 | 世界一こそふさわしい              | 足寄町のラワンぶきは日本一大きいふき 北海道生息のトウキョウトガリネズミは世界一小さいネズミ 厚沢部町のキャッチフレーズは「世界一素敵な過疎の町」。 |
| 第46話 | ガリガリ進め                      | 紋別市のカニの爪のモニュメント 漂流砕氷船・ガリンコ号 オホーツクとっかりセンター モンベモン（紋別市ご当地怪獣） |
| 第47話 | 砂漠に昆布を咲かせましょう        | えりも岬は明治時代かつて砂漠があったが、海藻によって緑化に成功 えりも岬は風速10m/h以上の風が年290日以上ある 青春☆こんぶ（えりも町コラボキャラ） 豊似湖はハート型の形のためハートレイクと呼ばれる |
| 第48話 | ミニ王国がいっぱい                | 1980年ごろに町興しとしてミニ独立国ブーム サンライズ王国（紋別郡雄武町） サンセット王国、ポテト共和国、別海ミルク王国、Shanしゃん共和国 |
| 第49話 | 監督ホントにわかってます?         | ガンガン鍋 鍋こわし（カジカ汁） ガタタン |
| 第50話 | ねばり強い奴ら                    | 納豆に砂糖を入れるのは北海道独特の食べ方 現在のパック式納豆は北海道で開発 ナッピー（納豆入りモナカ） 7月10日は納豆の日 |
| 第51話 | 北海道は永遠に不滅です            | |

- 缶バッジ発売時に番外編『ついに完成!ラジャーズバッジ』が公開された。
- DVD第1巻に特典映像エピソード『うなぎやはどうなんだ？』を収録。

## DVD
- ホッカイラジャーズ野球少年団第1球（2013年・スタジオロッカ ローソンLOPPY・スタジオロッカオンラインショップ限定発売 第1話 - 第17話収録）

## 放送局
| 放送地域 | 放送局       | 放送期間                     | 放送日時               | 備考 |
| -------- | ------------ | ---------------------------- | ---------------------- | ---- |
| 北海道   | テレビ北海道 | 2011年4月10日 -2012年3月25日 | 日曜 6時55分 - 7時00分 |      |